# Christian Camps
Christian Camps (Cristià Camps en catalan), né le 15 novembre 1944 à Millas dans les Pyrénées-Orientales, est un universitaire français. Spécialiste de linguistique comparée des langues romanes, il a publié ou dirigé une cinquantaine d’ouvrages et rédigé plus de 800 articles et comptes rendus bibliographiques.

## Biographie
Né le 15 novembre 1944 à Millas (Pyrénées-Orientales), il fait ses études au lycée Arago de Perpignan (bachelier à 16 ans), puis est étudiant à la faculté des Lettres de Montpellier. Il est docteur 3e cycle de l’université Paul-Valéry de Montpellier (1973) et docteur d’État ès lettres de l’université Paul-Valéry de Montpellier (1980). D’abord professeur d'espagnol du second degré, il enseigne à l’université Paul-Valéry de Montpellier, comme maître de conférences de langue et littérature catalanes (1992), puis professeur des universités (1996). Il est titulaire de la seconde chaire de catalan langue étrangère après celle de la Sorbonne. De 2003 à 2009, il dirige le centre Du Guesclin de Béziers, annexe de l’université Paul-Valéry. En 2004, il fait partie des « 50 qui font bouger Béziers » dans le cadre de l’enseignement. On lui doit l’aménagement de cinq nouvelles salles en rez-de-jardin, dénommées Edgar Faure, inaugurées le 16 mars 2005, afin de concrétiser la politique de développement et d’aménagement du site délocalisé. Il a été nommé administrateur provisoire de l’Institut des Technosciences de l’information et de la communication (ITIC), chargé notamment de l’élaboration du projet de statuts de l’ITIC et des modalités pratiques de son implantation à Béziers.
Il est membre élu au conseil d’administration (CA) collège B de l’UPV en 1996, au conseil des Études et de la Vie universitaire (CEVU) de 2002 à 2006, membre de la commission des finances et de celle de l’équipement de 2006 à 2009.
En 1997, il coordonne le volet consacré à la littérature catalane, dans le cadre de la 12e Comédie du livre à Montpellier. En 1998, il a fondé le Centre d’Études et de Recherches Catalanes (CERC) de l’université Paul-Valéry et en a assuré la direction.
Professeur émérite de 2009 à 2014, il est depuis professeur honoraire.

## Activités
- Directeur-fondateur de la revue d’études catalanes REC de 1998 à 2006[1].
- Membre du conseil scientifique de la revue « Estudis romànics » 2007-2011 (Institut d’Estudis Catalans, Barcelone)[9].
- Membre du comité de rédaction de la revue « Engrunes » (université de Grenoble)[7].
- Référent de l’International Council of Onomastic Sciences (ICOS) en 2000[7] .
- Cocréateur avec Jacques Razimbaud de l’association « Pour la création d’un nouveau lycée à Agde » (1990)[10].
- Membre-fondateur de la Maison des savoirs, à Agde (1997)[11].
- Président de l’Association Française des Catalanistes, de 2005 à 2008[1].
- Vice-président-fondateur de la Fédération internationale des Associations de Catalanistique (2006)[1].
- Président de l’Association pour la mémoire du camp d’Agde depuis 2017 (AMCA)[12].
- Vice-président délégué[13], puis président de L'Escolo daï sarret[14], Agde, depuis 2022.
- Secrétaire, puis président du comité de jumelage Agde-Antequera (1996-2000)[15].
- Président du comité d'organisation des championnats de France de cyclo-cross à Agde (1990)[16]

## Publications et ouvrages

### Publications
Liste non exhaustive :
- Les noms de rues de la commune de Perpignan, Thèse de 3e cycle, Montpellier, 1973, 336 pages + 4 plans hors texte [Camps, Perpignan, 1974].
- Un demi-siècle d’hispanisme et de catalanisme roussillonnais : Jean Amade, Joseph-Sébastien Pons, Thèse d’État, Montpellier, 1980, 2291 pages.
- Perpignan pas à pas, Roanne, Horvath, 1983.
- Locutions comparatives languedociennes, préface de Max Rouquette, Camps, 1984.
- Agde en flânant, en collaboration avec François Mouraret, Béziers, La Perle noire, 1984.
- Atlas linguistique du Biterrois, 551 cartes, Béziers, Institut d’Études Occitanes, 1985.
- Anthologie de J.S. Pons, présentation bilingue, Béziers, Société des professeurs de catalan, 1986.
- Jean Amade, Joseph-Sébastien Pons : deux écrivains catalans, Clermont-L’Hérault, Les Amis de Pons-Occitania, 1986, 2 tomes.
- Josep Sebastià Pons, Actes du colloque international (Montpellier, pour le centenaire du poète), avec Jean-Marie Petit, Montpellier, Centre d’Études occitanes et Association des Amis de J.-S. Pons, 1987.
- Josep Sebastià Pons, poesia completa, edició crítica, pròleg d’Àlex Susanna, Barcelona, Columna, 1988.
- Dictionnaire du français régional du Roussillon, Paris, Bonneton, 1991.
- Dictionnaire du français régional du Languedoc, Paris, Bonneton, 1991.
- Cartulaire de Gellone. Tables des noms de personnes et des noms de lieux, en collaboration avec Frank Hamlin et Jean-Claude Richard. Préface de Jules Maurin, Montpellier, Clerc, 1994.
- Traduction catalane de la légende des photographies du livre d’Arthur Conte « Pyrénées Orientales », Paris, Bonneton, 1995.
- Croyances populaires, conjurations, superstitions, Actes du 13e colloque des Archives d’Agde, publiés par le CERC de l’Université Paul-Valéry de Montpellier et l’APAAR d’Agde, Agde, 1998.
- Fêtes et traditions, Actes du 14e colloque (Le Cap d’Agde, 13 juin 1998), Agde, CERC Université Paul-Valéry de Montpellier et l’APAAR d’Agde, Agde, 1999.
- Agde d’hier à aujourd’hui, Péronnas, Éditions de la Tour Gile, 1999.
- Encyclopédie « Les Pyrénées-Orientales Roussillon » (coord.), Paris, Bonneton, 2000.
- Diccionari català-francès, en collaboration avec René Botet, Barcelona, Enciclopèdia catalana, 2001.
- La poesia a les Balears a finals del mil·leni (dir.), numéro hors série de la REC, 2001.
- Perpignan, d’hier à aujourd’hui, avant-propos de Jean-Paul Alduy, préface d’Antoine de Roux, Péronnas, Éditions de la Tour Gile, 2002.
- Cent poesies de Josep Sebastià Pons, choix, introduction et notes de Christian Camps, Péronnas, Éditions de la Tour Gile, 2002.
- Expressions familières du Languedoc et des Cévennes, Paris, Bonneton, 2003.
- Hommes et femmes de la rue perpignanaise, Péronnas, Éditions de la Tour Gile, 2003.
- La literatura catalana de la democràcia, avec Pilar Arnau. Actes del 2n col·loqui europeu d’estudis catalans, Montpellier, Centre d’Études et de Recherches Catalanes, Université Paul-Valéry et Association française des Catalanistes, Publications de l’Université Montpellier 3, 2004.
- Agde en poche, Péronnas, Éditions de la Tour Gile, 2005.
- El teatre de Josep Benet i Jornet (L’habitació del nen i altres), Collection catalane n°8, Péronnas, Éditions de la Tour Gile, Collection catalane n°8, 2006.
- Le parler du Languedoc et des Cévennes, Paris, Bonneton, 2006. Réédité en 2015.
- La francophonie aujourd’hui, avec Martine Vitaux, Actes du colloque de Béziers, 12 mars 2005, Péronnas, CERC, Université Paul-Valéry, Montpellier et Médias Forums Béziers, 2006.
- Dictionnaire français-catalan d’expressions, locutions et proverbes, avec René Botet, Canet, Trabucaire, 2006.
- Diccionari català-francès d’expressions, locucions i refranys, amb Renat Botet, Canet, Trabucaire, 2006.
- Dictionnaire français-catalan, avec René Botet, Canet, Trabucaire, 2007.
- La poesia de Miquel Martí i Pol, Collection catalane n°9, Péronnas, Éditions de la Tour Gile, 2007.
- Expressions et dictons occitans, Paris, Bonneton, 2007. Réédité en 2015.
- La narrativa de Maria Barbal (Pedra de tartera i altres), Collection catalane n°11, Péronnas, Éditions de la Tour Gile, 2007.
- L’últim dia de la creació i altres, de Joan Casas, Collection catalane n°13, Péronnas, Éditions de la Tour Gile, 2008.
- Discours et savoirs sur les langues dans l’aire méditerranéenne, Actes du colloque international de Béziers (20-21 octobre 2006), avec Teddy Arnavielle, Paris, L’Harmattan, 2009.
- La intertextualitat a la literatura de postguerra fins avui, avec Montserrat Roser, Actes du 2e colloque européen d’Études catalanes (Béziers, 19-21 janvier 2006), Péronnas, Éditions de la Tour Gile, 2007.
- La romanistique dans tous ses états, Actes du colloque international de Béziers (15-17 mai 2008), avec Carmen Alén Garabato, Teddy Arnavielle, Paris, L’Harmattan, 2009.
- Les relacions catalano-occitanes al llindar del segle XXI, Actes del col·loqui internacional de l’Associació francesa dels catalanistes (Beziers, 22-24/11/2007), Péronnas, Éditions de la Tour Gile, 2009.
- La narrativa de Mercè Ibarz (A la ciutat en obres), Collection catalane n°14, Péronnas, Éditions de la Tour Gile, 2010.
- Agde, 1950-2000 (dir.), Péronnas, Éditions de la Tour Gile, 2011.
- Diccionari nord-català-francès-català nornatiu, amb Renat Botet, Canet, Trabucaire, 2013.
- La mer, mon éternelle maîtresse, souvenirs de pêche et de navigation, en collaboration avec Jean Pélissier, Cazouls-lès-Béziers, Éditions du Mont, 2016.
- Les camps de réfugiés espagnols en France : 1939-1945, Actes du colloque international d’Agde (14-16 mars 2019, avec Nathalie Sagnes-Alem, Cazouls-lès-Béziers, Éditions du Mont, 2019).
- Le parler traditionnel agathois, enquêtes linguistiques et ethnographiques, Cazouls-lès-Béziers, Éditions du Mont, 2021.

### Articles
Liste non exhaustive :
- « Les noms de rues de Perpignan, reflet de la piété populaire » (Actes du 99e Congrès National des Sociétés Savantes, Besançon, 1974, p.455-460).
- « Quelques roussillonnismes dans le catalan de Jean Amade » (Actes du 7e Congrès International d’Études Pyrénéennes, La Seu d’Urgell, 1974, p.61-61).
- « Le sentiment de la nature dans l’oeuvre poétique de Jean Amade » (Bulletin de la S.A.S.L., Perpignan, 1974, II, p.77-88).
- « Les noms de rues de Perpignan » (Bulletin de la S.A.S.L., 1974, II, p.101-117).
- « Une société savante disparue : la Société d’Études Catalanes » (Actes du 100e Congrès National des Sociétés Savantes, Paris, 1975, p.327-335).
- « Le régionalisme de Jean Amade » (Bulletin de la S.A.S.L., Perpignan, 1975, p.87-100).
- « Quelques aspects du français parlé dans la basse vallée de l’Hérault » (Actes du 1er Colloque de dialectologie, Dijon, 1976, Travaux de linguistique et dialectologie, 1977, XV, 1, p.203-208).
- « Le langage poétique de Joseph-Sébastien Pons » (Bulletin de la S.A.S.L., Perpignan, 1976-77, p.71-95).
- « Morfo-sintaxi de l’obra poètica de Josep-Sebastià Pons » (Actes de la IIIa Assemblea d’estudis sobre el Comtat de Besalú, Banyoles, 1976, p. 61-72).
- « La substitution du français au catalan dans les noms des rues de Perpignan » (Actes du 12e Congrès International de Sciences Onomastiques, Berne, ONOMA, 1977, p.170-176).
- « L’emploi des démonstratifs dans ‘L’Oliveda’ de Jean Amade » (Revue des Langues Romanes, 1977, I, p.43-54).
- « Jean Amade et la solidarité latine » (Actes du Congrès de la Latinité, Avignon, 1978, p.123-128).
- « Tradition mistralienne dans l’oeuvre de Jean Amade » (Actes du Congrès du Centenaire, Aix-en-Provence, 1978).
- « Centenaire de Jean Amade » (Bulletin de la S.A.S.L., Perpignan, 1978-79, p.35-58).
- « La place de J.S. Pons dans la littérature nord-catalane » (Actes du Colloque International sur les littératures dialectales françaises, Trêves, 1979, Romanistik in Geschichte und Gegenwart (Rom GG), Band 10, Hamburg, Helmut Buske Verlag, p.285-294).
- « Croyances et pratiques magiques en Roussillon » (Folklore, 1979, p.2-7).
- « À propos du français parlé à Agde » (Actes du Colloque d’Onomastique et de Dialectologie, Loches, Société Française d’Onomastique, Dijon, ABDO, 1980, p.36-41).
- « Le Conflent dans l’oeuvre lyrique de J.S. Pons » (Actes du Congrès de la Fédération   Historique, Prades, publiés en 1980, II, p. 229-234).
- « L’ús de les preposicions dins l’obra poètica de Joan Amade » (Miscel·lània Aramon, Barcelona, 1980, II, p.129-133).
- « Dues personalitats literàries del Vallespir : Esteve Caseponce i Edmund Brazés » (Actes de la IVa Assemblea d’estudis sobre el Comtat de Besalú, Camprodon, 1980).
- « L’oeuvre littéraire d’Henri Guiter » (Mélanges de philologie et toponymie romanes offerts à Henri Guiter, Perpignan, 1981, p.43-55).
- « Les noms des rues de Perpignan, expression de la sensibilité collective (XIIIe et XIVe siècles » (Actes du 106e Congrès National des Sociétés Savantes, Perpignan, p.203-208).
- « Sobriquets occitans agathois » (Actes du Colloque d’Onomastique et d’Anthroponymie, Dijon, ABDO, 1981, p.287-298).
- « Le catalanisme de Jean Amade » (Bulletin de la S.A.S.L., Perpignan, 1982, p.129-145).
- « Cerdanya dins l’obra de J.S. Pons (Actes du 1er Congrès d’Art de d’Histoire de Puigcerdà, 1977, Institut d’Estudis Ceretans, 1982, p. 218-222).
- « Jean Amade, professeur » (Le Courrier de Céret, I, 27 mai et 3 juin 1983, II, 10 juin 1983).
- « Jean Amade et le mouvement naturiste » (Le Courrier de Céret, 24 juin 1983).
- « La importància de la muntanya dins l’obra lírica de J.S. Pons » (Actes de la Va Assemblea del Comtat de Besalú, Besalú, 1983, p.315).
- « L’élaboration d’un Atlas linguistique du Biterrois » (Actes du Colloque International d’Études Occitanes, Lunel, 1983, p.285-293).
- « Quelques traits du parler languedocien dans le Biterrois » (Actes du Congrès de la Fédération Historique, Béziers, 1984, p.101-107).
- « L’activité humaine à travers quelques microtoponymes du canton d’Agde » (Actes du Colloque d’Onomastique, Le Creusot, 1984, p.61-66).
- « De Potentianu à Puits de So ou de la singularité d’une évolution phonétique » (L’Agathois,
- 29 juin 1984).
- « Pons, maître à penser de la poésie catalane et occitane » (Bulletin de la S.A.S.L., Perpignan, 1984, p.107-123).
- « Limites linguistiques dans le Biterrois » (Actes du 110e Congrès National des Sociétés Savantes, Montpellier, 1985, II, p.229-239).
- « Lieux-dits à Agde » (L’Agathois, 18 articles parus du 22 février 1985 au 12 juillet 1985).
- « Brescou : essai d’étymologie » (L’Agathois, 5 juillet 1985).
- « L’évolution des lettres roussillonnaises dans la première moitié du XIXe siècle » (Bulletin de la S.A.S.L., Perpignan, 1985, p.253-258).
- « Limites linguistiques d’après l’Atlas Linguistique du Languedoc occidental » (Actes du XVIIe Congrès International de Linguistique et Philologie Romanes, Aix-en-Provence, 1983, publiés en 1986, p.117-135).
- « À propos du deuxième prénom de ‘Sebastià’ de Joseph Pons » (Cahiers des Amis du Vieil Ille, 1986, n°64, numéro spécial, p.11-12).
- « Serrabona dans l’oeuvre lyrique de Pons » (Cahiers des Amis du Vieil Ille, n°64, numéro spécial, p.31-34).
- « Joseph-Sébastien Pons, écrivain catalan et français » (Le français dans tous ses états, revue du C.R.D.P. de Montpellier, n°8, oct. 1986, p.64 et ss.).
- « Exemples du vocabulaire des bergers d’après deux cartes de l’Atlas Linguistique du Biterrois : ‘pis’ et ‘paître’ » (Actes du Colloque International de l’A.I.E.O. sur l’identité occitane, Béziers, 1986, p.35-46).
- « Le bestiaire de Pons » (Actes du Colloque International Josep Sebastià Pons, Montpellier, Centre d’Études occitanes-Les Amis de Pons, 1986, p.19-36).
- « Pour le centenaire de J.S. Pons » (L’Indépendant, 9 mars 1986).
- « Josèp-Sebastià Pons (1886-1962) » (Oc, n°284, déc.85-juin 1986, p.109).
- « Souvenir de J.S. Pons » (Lo Gai Saber, avril 1986, p.44).
- « La captivité de J.S. Pons » (Chanteclair, n° 124, mai 1986, et Cahiers du Vieil Ille, n°93, p.10).
- « Les Amis de J.S. Pons et la commémoration du centenaire de la naissance du poète » (L’Indépendant, 21 mai 1986).
- « J.S. Pons » (Per noste, païs gascons, n°115, julh.1986, p.12).
- « Omenatge a Josèp-Sebastià Pons » (L’Occitan, Montauban, set-oct.1986, p.9).
- « Pons, aquarelliste » (L’Indépendant, 12 septembre 1986).
- « Un centenari en la literatura catalane : Josep Sebastià Pons » (L’Erol, Berga, n°17, tardor 1986, p.7).
- « Noms de personnes d’origine occitane » (L’Agathois, 18 articles consécutifs publiés du 6 février 1986 au 13 novembre 1987).
- « Le chant d’un marcheur dans l’Aspre (J.S. Pons) » (Impressions du Sud, n°15-16, été-automne 1987, p.37-38).
- « Complement a la publicació de la Poesia completa de J.S. Pons » (Miscel·lània Joan Fuster, II, Barcelona, Publicacions de l’Abadia de Montserrat, 1989, p.157-169).
- « Prénoms révolutionnaires à Agde et à Marseillan » (Nouvelle Revue d’Onomastique, n°13, 1989, p.131-154).
- « Fem coneixença amb en Josep Sebastià Pons » (Paraula dita, n°2, Palma, Universitat de les Illes Balears, 1990, 28 p.).
- « Des noms bien de chez nous » (L’Agathois, 100 articles consécutifs publiés du 21 janvier 1991 au 11 janvier 1996).
- « Limites linguistiques en Languedoc oriental » (Actes du XVIIIe Congrès International de Linguistique et de Philologie Romanes, III, Tübingen, 1991, p.362-369).
- « L’obra poètica de J.S. Pons » (Oc, n°300, juillet 1991, p.237-257).
- « Malnoms de Millars » (Butlletí de la Societat d’Onomàstica, LII, Barcelona, març 1993, p.40-53).
- « Langue latine et idiomes romans : considérations d’ordre lexical » (Actes du Congrès Mondial ‘Sports et religions’, Le Cap d’Agde, mai 1993, p.57-62).
- « Rencontres de Max Rouquette avec J.S. Pons » (Max Rouquette, Marseille, Climats, 1993, p.40-43).
- « Ôtons le chapeau de notre Tet » (L’Indépendant, 2 janvier 1994).
- « Nécrologie : Henri Guiter (1904-1994) » (Revue de Linguistique Romane, n°231-232, 1994, p.605-606).
- « Le professeur Henri Guiter nous a quittés » (Cahiers de l’Institut Linguistique de Louvain, 20, 3-4, 1994, p.223-224).
- « Henri Guiter est décédé » (Nouvelle Revue d’Onomastique, n°23-24, 1994, p.285).
- « In memoriam Henri Guiter » (Revue des Langues Romanes, XCVII, 1994, n°1, p.VII).
- « Alguns aspectes comparatius de l’ús de l’article definit en català i en francès » (Miscel·lània Germà Colon, II, Barcelona, Publicacions de l’Abadia de Montserrat, 1994, p.297-310).
- « Origine, évolution et caractéristiques du catalan (Revue du Centre des Études Françaises de l’Université de Wuhan, Chine, 1994-2, p.23-27).
- « Jean Amade, Joseph-Sébastien Pons : notices biographiques, étude des œuvres, choix de poésies » (Cahiers des Amis du Vieil Ille, n°128, numéro spécial, p.12-22).
- « Au sujet de la graphie occitane des noms de rues d’Agde » (L’Agathois, 31 août 1995).
- « L’anthroponymie méridionale au XIVe siècle : l’exemple d’Agde » (Cahiers de la Société Archéologique, Scientifique et Littéraire de Béziers, volume VI, 1994-95, p.15-20).
- « Identité, catalanisme périphérique : les exemples des écrivains nord-catalans des XIXe et XXe siècles » (Actes du Colloque International sur ‘Le discours sur la nation en Catalogne aux XIXe et XXe siècles, Paris-Sorbonne, Études hispaniques, série Études catalanes, V, Paris, 1996, p.343-356).
- « Le français régional du Roussillon : mythe ou réalité » (Transferts de thèmes-Transferts de textes, mythes, légendes et langues entre Catalogne et Languedoc, éds Marie-Madeleine Fragonard-Caridad Martínez, Barcelone, PPU, 1997, p.175-189).
- « Le monde des lettres nord-catalanes dans les années 20 » (Actes du 1er Colloque International de l’Association Française des Catalanistes ‘Els anys 20 en els Països Catalans, Noucentisme / Avantguarda’, Barcelona, Biblioteca Milà i Fontanals 28, Publicacions de l’Abadia de Montserrat, 1997, p.95-102).
- « À propos des noms de famille Greffeuille et Pégourier » (Hommages à Paul Fabre, Montpellier, Université Paul-Valéry, 1997, p.149-158).
- « Des noms bien de chez nous » (L’Agathois, 50 articles consécutifs publiés du 18 janvier 1996 au 09 janvier 1997).
- « Éléments de grammaire catalane (Agrégation externe d’espagnol, option catalan) » (Publications du Centre National d’Enseignement à Distance, Institut de Vanves, 1997, 65 pages).
- « Quim Monzó, l’homme et l’oeuvre » ( Publications du Centre National d’Enseignement à Distance, Institut de Vanves, 1997, 12 p.).
- « Tolérance et intolérance dans l’histoire ». Dire la tolérance, ouvrage coordonné par Paul Siblot, Paris, UNESCO - Praxiling, Université Paul-Valéry, Montpellier III, 1997, p.31-32.
- « Des noms bien de chez nous » (L’Agathois, 50 articles consécutifs publiés du 17 janvier 1997 au 31 décembre 1997).
- « L’emploi du castillan et du catalan dans les lettres roussillonnaises de la première moitié du XVIIe siècle » (Actes du Colloque international Languedoc-Roussillon-Catalogne ‘État, nation, identité culturelle régionale des origines à 1659’, Montpellier, éds Christian Camps et Carlos Heusch, Université Paul-Valéry, 1998, p.351-363).
- « Quim Monzó : approche biobibliographique » (Revue d’Études Catalanes ‘REC’, n°1, Montpellier, avril 1998, p.175-220).
- « Andreu Bosch : un defensor de la llengua catalana » (Miscel·lània Arthur Terry, III, Barcelona, Publicacions de l’Abadia de Montserrat, 1998, p.149-156).
- « Patronymie et symbolisme animal » (Actes du 13e Colloque des Archives d’Agde ‘Croyances populaires, conjurations, superstitions’, Agde, CERC-APAAR, 1998, p.29-42).
- « Des noms bien de chez nous » (L’Agathois, 100 articles consécutifs publiés du 8 janvier 1998 au 30 décembre 1999).
- « La Saint Jean en Languedoc-Roussillon, Midi-Pyrénées et dans les Pays catalans » (Actes du 14e Colloque des Archives d’Agde ‘Fêtes et traditions’, Le Cap d’Agde, 13 juin 1998, publiés par le CERC de l’Université Paul-Valéry, Montpellier, et l’Association pour la Promotion des Archives d’Agde et de sa région, Agde, 1999, p.41-65).
- « Souvenirs et témoignages à partir de lettres des internés catalans au Camp d’Agde en 1939 », traduction française de lettres d’internés, L’Agathois, 17 et 24 juin ; 1, 8 et 15 juillet 1999.
- « L’oeuvre de Miquel Àngel Riera », Publications du CNED, 1999, 12 p.
- « Pouvoirs et identité à travers les noms des rues de Perpignan (Moyen Âge – XXe siècle) » (Actes du Colloque international du 8e centenaire de la charte de Perpignan ‘La ville et les pouvoirs’, Perpignan, 23-25 octobre 1997, ‘La vila i els poders’, Artemis, ICRESS, Université de Perpignan, 2000, p.499-505).
- « Le bestiaire dans l’oeuvre poétique d’Ausiàs March » (Actes du Colloque international Ausiàs March, Paris-Sorbonne, mars 1997, Ausiàs March (1400-1459), premier poète de langue catalane, Annexe des Cahiers de linguistique médiévale, vol. XIV, Publications du Séminaie d’Études médiévales hispaniques de l’Université de Paris XIII [travaux réunis par Georges Martin et Marie-Claire Zimmermann], 2000, p.243-260).
- « Noms de peixos de mar i d’estany a Catalunya Nord » (Revue d’Études Catalanes, n°3, Montpellier, 2000, p.191-197).
- « L’oeuvre de Sergi Belbel », Publications du CNED, 2000.
- « Nommer les poissons à Agde en occitan et en français régional » (Sempre los camps auràn segadas resurgantas, mélanges offerts à Xavier Ravier CNRS, Université de Toulouse-Le Mirail, collection « Méridiennes », 2003, p.53-62).
- « Les animaux piégés par les locutions : étude comparative en catalan, espagnol, portugais et français » (Hommage au professeur Claude Maffre, Montpellier, ETILAL, Publications de l’Université Paul-Valéry de Montpellier 3, 2003, p.289-303).
- « Els animals i les locucions : estudi comparatiu en català, occità i francès » (Miscel·lània Joan Veny, Barcelona, Publicacions de l’Abadia de Montserrat, 7, 2006, p.295-306).
- « Du latin aux langues romanes » (Revue d’Études Catalanes, n°6-7, 2003-04, p.45-80).
- « Biobibliographie de Josep M. Benet i Jornet », El teatre de Josep M. Benet i Jornet, Collection catalane n°8, Péronnas, Éditions de la Tour Gile, 2006, p.7-20.
- « Regards sur le français contemporain » (Actes du Colloque ‘La francophonie aujourd’hui’,12 mars 2005, Péronnas, CERC, Université Paul-Valéry, Montpellier 3 et Médias Forums, Béziers, 2006, p.67-79).
- « Aperçu biobibliographique de Miquel Martí i Pol », La poesia de Miquel Martí i Pol, Collection catalane n°9, Péronnas, Éditions de la Tour Gile, 2007, p.5-43.
- « Maria Barbal : étude biobibliographique », La narrativa de Maria Barbal, Collection catalane n°11, Péronnas, Éditions de la Tour Gile, 2007, p.13-25.
- « Joan Casas : étude biobibliographique » (L’últim dia de la creació i altres, Joan Casas, Collection catalane n°13, 2008, p.9-40).
- « Mercè Ibarz : étude biobibliographique » (La narrativa de Mercè Ibarz, Collection catalane n°14, Péronnas, Éditions de la Tour Gile, 2010, p.5-15).
- « Renada Laura Portet, militància i amor », Òmnium, Barcelona, n°14, primavera 2010, p.4.
- « Una escriptora catalana del Rosselló : Renada Laura Portet », Rassegna iberistica, Venezia, n°92, ottobre 2010, p.45-59.
- « Le dictionnaire des idiomes du Midi de la France, de Gabriel Azaïs » (Actes du Colloque Jacques et Gabriel Azaïs, Béziers, 27 janvier 2007, Hommage de la Société Archéologique de Béziers à ses fondateurs, XXIe Cahier de la Société Archéologique, Scientifique et Littéraire de Béziers, 2011, p.85-99).
- « Lieux-dits, tènements et noms de rues d’Agde » (L’Agathois, 185 articles consécutifs publiés du 29/03/2012 au 16/05/2019).
- « La cellule familiale, source d’inspiration de Josep Sebastià Pons » (Actes du Colloque Pons, país i llengua , Ille, 07/09/2012, Cahiers des Amis du Vieil Ille, n°199, numéro spécial, p.44-58).
- « Le costume agathois » (L’Agathois, 09 et 16/10/2014).
- « Hommage à Andrée Montel (1919-1996) » (L’Agathois, 16/10/2014).
- « Vers une mort programmée de l’enseignement du grec et du latin » (L’Agathois, 23/04/2015).
- « Regards sur les noms des communes du département de l’Hérault » (L’Agathois, 37 articles consécutifs du 15/10/2015 au 30/06/2016).
- « Jean Amade, Joseph-Sébastien Pons et la guerre de 1914 », (1914, la guerre des écrivains roussillonnais-La guerra dels escriptors rossellonesos, textes réunis par Teresa Dalmau et Marie Grau, Cahiers de l’Université de Perpignan, Presses Universitaires de Perpignan, n°43, 2016, p. 139-157).
- « Proverbes, dictons, adages, maximes et sentences de chez nous » (L’Agathois, 210 articles consécutifs du 07/07/2016 au 17/09/2020).
- « La MEFRAN à Adissan et à Florensac » (Les industries dans l’Agadès du XIXe  au XXe siècle, Cahiers du GRHISTA, n°9, 2017, p.45-56).
- « Trois artistes catalans pour une salle des Mariages (Ils sont passés par le camp d’Agde) » (L’Agathois, 26/10/2017).
- « Francisco Prat Puig (ils sont passés par le camp d’Agde) » (L’Agathois, 30/11/2017).
- « Paco Ibáñez en concert. Traduction française de ‘La poesia es un arma cargada de futuro’ » (L’Agathois, 24/01/2019).
- « Agustí Bartra, choix de poésies catalanes écrites au camp d’Agde traduites en français » (L’Agathois, 31/01/2019).
- « Agustí Bartra. Traduction française de ‘Ciutat sense son’ » (L’Agathois, 07/02/2019).
- « Paco Ibáñez, la légende qui traverse le temps et l’espace, sera au Cap d’Agde dans un mois. Traduction française de ‘A galopar’, de Rafael Albertí » (L’Agathois, 14/02/2019).
- « Jo Vilamosa, notre passeur de mémoire ; se souvient. Traduction française de l’entrevue en catalan de Sílvia Miramon, Ara, du 30 mars 2014 » (L’Agathois, 14/02/2019).
- « Le 16 mars 2019, Paco Ibáñez chantera à la mémoire des républicains espagnols, victimes du franquisme » (L’Agathois, 28/02/2019).
- « Elena, la musa sempre viva » (Encesa literària, Figueres, n°7, 1er semestre de 2019, p.55-65).
- Revista catalana, Perpignan, 22 articles publiés.
- Revue d’Études Catalanes (REC) : 60 comptes rendus publiés de 2000 à 2006.
- « Les dénominations des rues et places du Grau d’Agde » (L’Embouchure de l’Hérault, Cahiers du GRHISTA, n°14, 2023, p.107-126).
- « Henri Guiter (1909-1994), des sciences aux lettres, un chercheur d'exception » (Linguistes montpeliérains du XXème siècle, Rome, Aracne, 2025, p.65-81).

### Collaboration à des dictionnaires, encyclopédies et ouvrages collectifs
- Dictionnaire des régionalismes de France, ouvrage collectif dirigé par Pierre Rézeau (collaborateur pour le Languedoc-Roussillon), Bruxelles, De Boeck-Duculot, 2001.
- Agde, 2 600 ans d’histoire, sous la direction de Jean Sagnes, Toulouse, Privat, 2006.
- Précis d’occitan et de catalan, sous la direction de Christian Nique, recteur de l’Académie de Montpellier, Montpellier, CRDP de l’Académie de Montpellier, 2006.
- Diccionari de literatura catalana, avec Àlex Broch (collaborateur pour les écrivains de Catalogne-Nord), Barcelona, Enciclopèdia catalana, 2008.
- Encyclopaedia Universalis, « La littérature catalane de la mort de Franco à nos jours », 2008.
- Le Roussillon entre ciel et terre, Perpignan, Association pour la valorisation du patrimoine chrétien roussillonnais, 2009.

### Préfaces
- Introduction au Vocabulari rossellonès, de Renat Botet, Canet, Trabucaire, 1997.
- Prologue bilingue du numéro 1 de la Revue d’Études catalanes (REC), Centre d’Études et de Recherches Catalanes, Montpellier, Publications de l’Université Paul-Valéry, 1998.
- Introduction au livre bilingue de Renat Botet, Proverbis-Proverbes, Canet, Trabucaire, 1998.
- Pròleg a Els trabucaires o Per l’amor de Don Carles, peça en tres actes traduïda al català per Renat Botet, Montpellier, ETILAL, Publications de l’Université Paul-Valéry, Montpellier, 2002.
- Espill / Miroir, de Marie-Noëlle Costa, Collection catalane n°12, Péronnas, Éditions de la Tour Gile, 2008.
- Et si Baldy nous était conté, de 1880 à 2010 … de l’Orphelinat agricole à la Maison d’enfants, d’Yvette Poulain-Clément, Albi, Association des anciens élèves de Baldy, 2010.

### Postfaces
- Vocabulari rossellonès, de Renat Botet, Canet, Trabucaire, 1997.
- Proverbis-Proverbes, de Renat Botet, Canet, Trabucaire, 1998.
- Els trabucaires o Per l’amor de Don Carles, de Renat Botet, Montpellier, ETILAL, Publications de l’Université Paul-Valéry, Montpellier, 2002.

### Revues et collections dirigées
- Collection catalane, 14 titres.
- Collection « Villes et terroirs d’hier à aujourd’hui », 4 titres.
- Collection « Villes et terroirs en poche », 2 titres.
- Revue REC, Centre d’Études et de recherches catalanes, Université Montpellier III, 9 numéros et 1 hors-série.

### Colloques organisés
- Coorganisateur avec Jean-Marie Petit du colloque international J.S. Pons à l’Université Paul-Valéry de Montpellier, 14-15 novembre 1986.
- Coorganisateur avec Carlos Heusch du colloque international Languedoc-Roussillon-Catalogne, État, nation, identité culturelle régionale, à l’Université Paul-Valéry, Montpellier, 20-22 mars 1997.
- Coorganisateur du 13e colloque de l’Association pour la Promotion des Archives d’Agde et de sa région, Croyances populaires, conjurations, superstitions, Le Cap d’Agde, 13 juin 1997.
- Coorganisateur du 14e colloque de l’Association pour la Promotion des Archives d’Agde et de sa région, Fêtes et traditions, Le Cap d’Agde, 14 juin 1998.
- Organisateur du 1er col·loqui europeu d’estudis catalans, La literatura catalana de la democràcia, à l’Université Paul-Valéry de Montpellier, 3-5 octobre 2002.
- Coorganisateur avec Martine Vitaux du colloque La francophonie aujourd’hui, au Centre universitaire Du Guesclin de Béziers, 12 mars 2005.
- Organisateur du  2n  col·loqui europeu d’estudis catalans, La intertextualitat de la literatura de la postguerra fins avui, au Centre universitaire Du Guesclin de Béziers, 19-21 janvier 2006.
- Coorganisateur avec Teddy Arnavielle du colloque international Discours et savoirs sur les langues dans l’aire méditerranéenne, au Centre universitaire Du Guesclin de Béziers, 20-21 octobre 2006.
- Organisateur du col·loqui internacional de l’Associació francesa dels catalanistes, Les relacions catalano-occitanes al llindar del segle XXI, au Centre universitaire Du Guesclin de Béziers, 22-24 novembre 2007.
- Coorganisateur avec Carmen Alén Garabato et Teddy Arnavielle du colloque international  La romanistique dans tous ses états, au Centre universitaire Du Guesclin de Béziers, 15-17 mai 2008.
- Coorganisateur avec Nathalie Sagnes-Alem du colloque international Les camps de réfugiés espagnols en France (1937-1945) à Agde, 14-16 mars 2019.

## Décorations et récompenses
- Médaille de vermeil de la Fédération française de cyclisme (12 janvier 1990)[17].
- Médaille du général Vieste (6 juin 2020). [le général Vieste était le commandant de l’armée tchécoslovaque à Agde en 1940][18].
- Récompensé avec le XXIIe prix J.M. Batista i Roca, Barcelone (12 novembre 2010)[19].

## Biobibliographies
- Dictionnaire biographique européen, réf. 94 10621.
- Diccionari de la literatura catalana, Àlex Broch, Barcelona, Enciclopèdia catalana, 2008, p.198.
- Biobibliografia, XXII premi Joan Maria Batista i Roca, 2010, p.7-8[19].
- Encesa literària, n°7, Apunts biogràfics, p.168 (2019).